# Větrný Jeníkov
Větrný Jeníkov település Csehországban, a Jihlavai járásban. Větrný Jeníkov Smrčná, Šimanov, Kalhov, Bílý Kámen, Slavníč, Skorkov, Herálec, Vyskytná nad Jihlavou és Zbinohy településekkel határos. Lakosainak száma 628 fő (2024. január 1.).

## Népesség
A település lakosságának változását az alábbi diagram mutatja:
| Lakosok száma | 1234 | 1119 | 834  | 573  | 525  | 611  | 615  | 634  | 627  | 628  |
|               | 1869 | 1890 | 1921 | 1950 | 1980 | 2001 | 2017 | 2019 | 2022 | 2024 |